# Túmin (moneda)
El Tumin es una moneda local alternativa creada desde 2010 en el estado mexicano de Veracruz basada en el sistema de trueque y que no cuenta con respaldo del Banco de México. 
Desde el año 2010 se creó en el municipio de Espinal la moneda llamada Tumin, que en idioma totonaco  significa dinero. Se sustenta en el trueque y el valor sobre los artículos o servicios lo otorgan los productores, con apoyo de un banco central.
Su diseño fue propuesto por algunos académicos de la Sede Regional UVI Totonacapan, de la Universidad Veracruzana Intercultural, para facilitar el trueque que ya tradicionalmente se realizaba en la comunidad de Espinal. La impresión de los vales se presentó el 21 de septiembre, durante el periodo del Bicentenario de la Independencia de México.
En 2011 la asamblea representante fue acusada ante la Procuraduría General de la República por parte de particulares por intentar sustituir el peso, en la defensa se presentaron pruebas que demuestran la no sustitución, pero no existe un cierre del caso.
Para 2020 el Tumin está presente en 20 estados de la república con más de 1,000 socios.